# Andrea Lucchesini
Pour les articles homonymes, voir Lucchesini.
Andrea Lucchesini (né le 8 juillet 1965  à Massa e Cozzile) est un pianiste classique italien.

## Biographie
Élève de la pianiste Maria Tipo, Andrea Lucchesini s'impose à l'attention internationale en remportant en 1983 le premier prix du concours Dino Ciani du Théâtre de la Scala de Milan, ce qui lui ouvre la voie à des collaborations avec des orchestres importants et de grands chefs tels que Claudio Abbado, Semyon Bychkov, Roberto Abbado, Riccardo Chailly, entre autres. Son activité de concertiste lui a aussi valu en 1994, le Prix de l'Académie musicale Chigiana de Sienne et en 1995 le prix du Jury « F. Abbiati ».
Il est aussi connu pour ses interprétations des œuvres du compositeur Luciano Berio dont il sort en 2007 un album pour le label Avie Records, suivi par le concert “Echoing curves” de ce même compositeur, enregistré avec l'Orchestre symphonique de Londres pour le label BMG, et sa collaboration avec le violoncelliste Mario Brunello (en).
Ses interprétations de Chopin reçoivent une critique élogieuse.
Pour le label Stradivarius, il enregistre l’intégrale des sonates de Beethoven.
En 2017, il enregistre le disque  Scarlatti-Berio. Schubert-Widmann,. En 2018, il enregistre pour le label Audite Schubert Late piano works, volume 1 d'un cycle de 3 dédié aux œuvres tardives pour piano de Schubert.